# Maike-Katrin Knopf
Maike-Katrin Knopf (* 21. August 1959) ist eine ehemalige deutsche Fußballspielerin.

## Karriere

### Verein
Knopf spielte von 1982 bis 1984 für den VfR Eintracht Wolfsburg in der Verbandsliga Niedersachsen im Regionalverband Nord. Als Niedersachsenpokal-Sieger 1983 war ihre Mannschaft als Teilnehmer am Wettbewerb um den DFB-Pokal qualifiziert. Nachdem sie mit ihrer Mannschaft erfolgreich das Achtel-, Viertel- und Halbfinale gestalten konnte, gehörte sie der Mannschaft an, die am 31. Mai 1984 im Frankfurter Waldstadion vor 10.000 Zuschauern der SSG 09 Bergisch Gladbach gegenüberstand. Petra Bartelmann und Gaby Dlugi-Winterberg sorgten mit ihren Toren zum 1:0 in der 28. und zum 2:0 in der 78. Minute für den Sieg der Mannschaft aus Bergisch Gladbach.

### Nationalmannschaft
Mit Einwechslung für Brigitte Klinz in der 36. Minute im ersten EM-Qualifikationsspiel der Gruppe 4 für die Europameisterschaft 1984 in Schweden – beim 1:1-Remis gegen die Nationalmannschaft Belgiens am 5. März 1983 in Bergisch Gladbach – bestritt sie ihr einziges Länderspiel für die A-Nationalmannschaft.

## Erfolge
- DFB-Pokal-Finalist 1984